# NGC 4129
NGC 4129 (NGC 4130) je prečkasta spiralna galaktika u zviježđu Djevici. Naknadno je utvrđeno da je NGC 4130 ista galaktika.

## Vanjske poveznice
- (eng.) SEDS: NGC 4129
- (eng.) Revidirani Novi opći katalog
- (eng.) Izvangalaktička baza podataka NASA-e i IPAC-a
- (eng.) Astronomska baza podataka SIMBAD
- (eng.) VizieR